# Юливиеска
Ю́ливиеска (фин. Ylivieska) — город в провинции Северная Остроботния на западе центральной части Финляндии. Расположен в 130 км к юго-западу от города Оулу и в 79 км к северо-востоку от Коккола. Общая площадь муниципалитета составляет 573,14 км² из которых площадь водной поверхности — 4,56 км².

## Население
Население города по данным на 2012 год составляет 14 307 человек. Плотность населения — 25,16 чел./км². Официальный язык — финский, является родным для 99,2 % населения общины. 0,2 % населения считают родным шведский язык и ещё 0,7 % — другие языки. Доля лиц в возрасте младше 15 лет составляет 20,6 %, а доля лиц старше 65 лет — 14,4 %. В городе самый высокий СКР в Финляндии -2,8.

## Известные уроженцы
- Кюёсти Каллио — четвёртый президент Финляндии